# Comuna Brănești, Dâmbovița
Brănești este o comună în județul Dâmbovița, Muntenia, România, formată din satele Brănești (reședința) și Priboiu. Comuna se află pe valea Ialomiței și este străbătută de șoseaua națională DN71, care leagă Târgoviște de Sinaia.
Localitatea Brănești este situată în partea de nord a județului Dâmbovița, pe paralela de 45˚1’60” N și meridianul de 25˚25’ E. Vecini: la nord și nord-est Pucioasa, la est Glodeni, la sud Vulcana Pandele, la vest și nord-vest Vulcana Băi. Lungimea și lățimea localității sunt de aproximativ 4 km, respectiv 1 km. Altitudinea la care se află comuna este de circa 400 m deasupra nivelului mării. Climatul este blând temperat, influențat de climatul de luncă al Ialomiței.
Teritoriul comunei este brăzdat de râul Ialomița și mai multe pâraie: pârâul lui Pătru, vâlceaua Hotarului, pârâul Priporului, pârâul Cârlionțu, vâlceaua Hotarului.
De-a lungul timpului comuna a suferit modificări de suprafață și componență administrativ-teritorială.
Numele localității Brănești este menționat în scris pentru prima dată la 28 martie 1451 cu ocazia donării întregii averi de către Radu către mănăstirea din Deal. Printre cei 17 martori care au luat parte la această donație a fost consemnat și Dragomir din Brănești.
În perioada evului mediu, comuna era locuită de moșneni (oameni liberi) care se ocupau în special cu agricultura, vărăria, zidăria, dulgheria, fierăria, țesutul, comerțul cu fructe, cereale, animale etc.
La sfârșitul secolului al XIX-lea, comuna făcea parte din plaiul Dâmbovița-Ialomița al județului Dâmbovița și era formată doar din satul de reședință, cu 1400 de locuitori. În comună funcționa Pudrăria de la Lăcuțele (o fabrică de praf de pușcă pentru armată), un fierăstrău și trei mori de apă pe Ialomița, două biserici și o școală mixtă cu 29–45 de elevi înființată în 1872 și care funcționa în sediul primăriei. În 1925, comuna făcea parte din plasa Târgoviște și avea în compunere satele Brănești și Scarlențea, și cătunul Lăcuțele-Brănești, având în total 2976 de locuitori.
În 1950, comuna a fost inclusă în raionul Pucioasa al regiunii Prahova, și apoi, după 1952, în raionul Târgoviște al regiunii Ploiești. În 1955, satul Scârlența a fost desprins de comună și transferat orașului Pucioasa, iar comuna Brănești a preluat și satele comunei Vulcana-Pandele care s-a desființat. În 1968, comuna Brănești, formată din satele Brănești, Priboiu (numele nou al satului Lăcuțele-Brănești), Gura Vulcanei, Lăcuțele-Gară, Toculești și Vulcana-Pandele, a devenit comună suburbană a orașului Pucioasa din județul Dâmbovița. În 1989, comuna a trecut în subordinea directă a județului Dâmbovița, iar în 2002 a fost reînființată comuna Vulcana-Pandele, iar comuna Brănești a rămas cu satele Brănești și Priboiu.
Până in 1955 era compusă din trei sate: Brănești, Scârlența și Priboiu. Noua administrație a rupt localitatea alipind Scârlența la Pucioasa și alăturând Brăneștilor satul Vulcana Pandele.
În anul 2002 comuna avea 9245 de locuitori și cuprindea satele Brănești, Priboiu și Vulcana Pandele. În urma unei hotărâri de guvern din anul 2002, comuna s-a divizat astfel că, din ea mai fac parte doar satele Brănești și Priboiu, având 4261 locuitori pe o suprafață de 1795 ha.
Participarea brăneștenilor la cele două războaie a fost însoțită de pierderi umane dar și de ajutor material: alimente, textile, uniforme etc. Celor căzuți în luptă le-au fost ridicate un monument aflat lângă primărie și o piatră memorială in incinta bisericii „Buna Vestire”. Piatra comemorativă a fost realizată cu ajutorul lui Ion Mihăilescu.

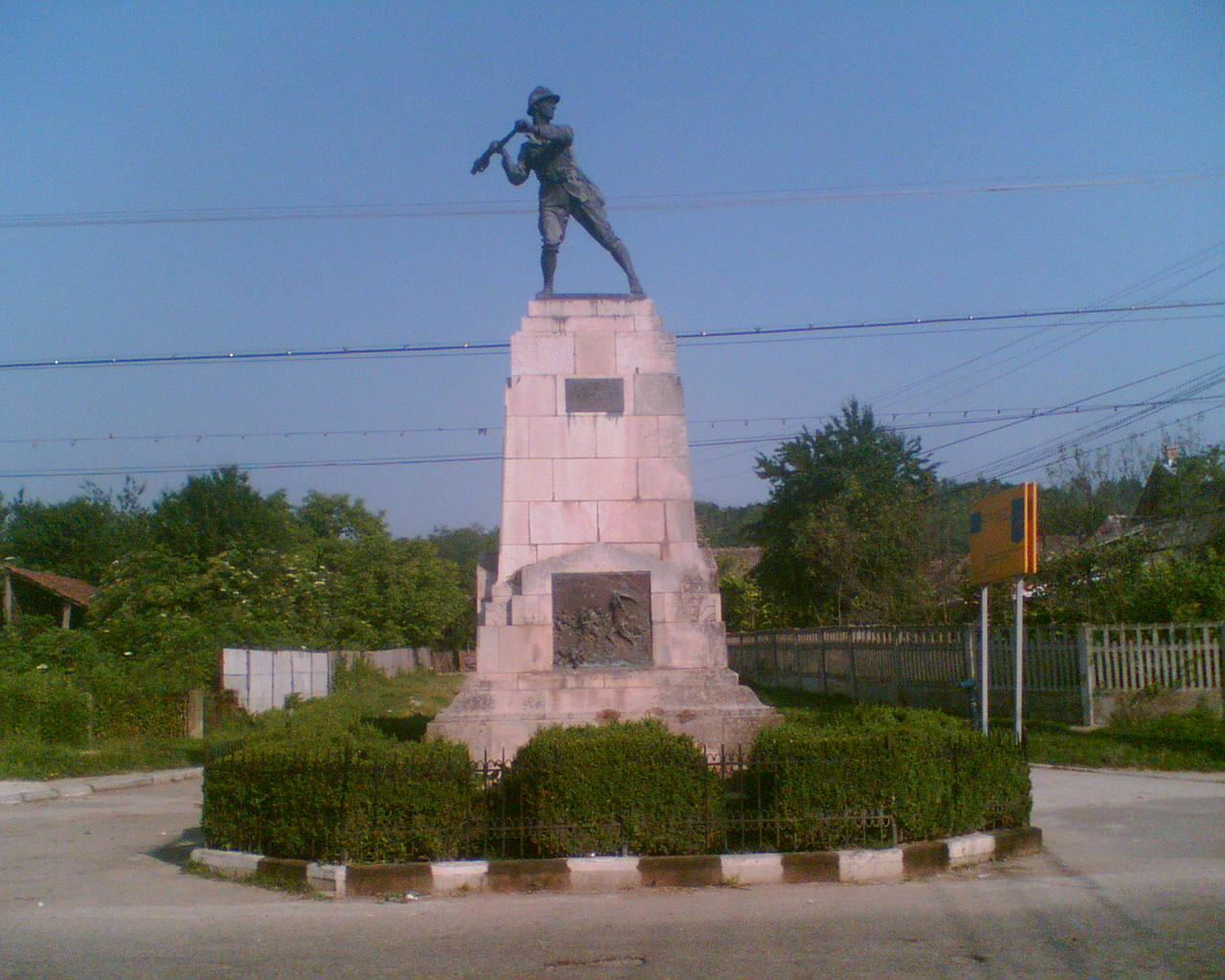
Monumentul dedicat ostașilor cǎzuți în Primul Rǎzboi Mondial 1916-1918

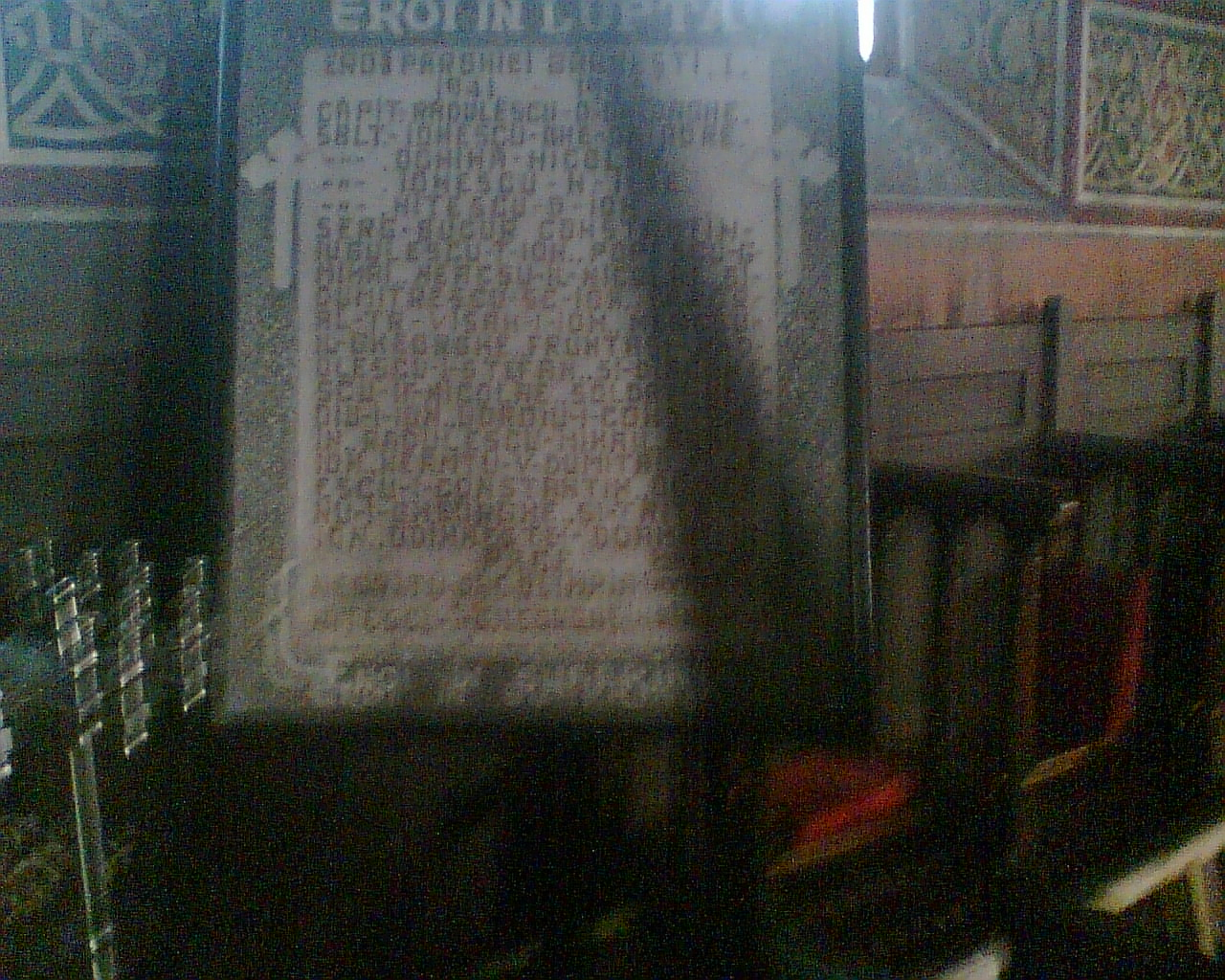
Piatra comemorativă dedicată ostașilor cǎzuți în Al Doilea Rǎzboi Mondial 1940-1945

În anul 2002 s-a efectuat o analiză statistică ce indică:
- structura etnică a localității era majoritar românească. In afară de români mai sunt: 1rom, 1 maghiar și 1 polonez;
- structura religioasă: 4 romano-catolici, 2 reformați, 13 penticostali, 1 greco-catolic, 10 baptiști, 30 aventiști de ziua a șaptea, 1 unitarian, 9 creștini după Evanghelie, 57 evangheliști, 1 nedeclarat iar restul până la 4245 locuitori erau ortodocși.
Ministerul Culturii și Cultelor, Institutul Național al Monumentelor Istorice a declarat ca monumente istorice mai multe case din Brănești, printre care casele Mihai Rizescu, Ghiță Râmbu, Nicolae Bucur, Culiță Râmbu, Serafim Mihăilă, Ion Marinescu, Stana Tâlvan etc. Aceste case sunt datate începând cu anul 1859.
Construită în 1905, actuala Casă atelier „Gabriel Popescu” a fost donată localității ca muzeu în august 1969 de către avocat Eliza Popescu, nepoata gravorului, împreună cu mobila, biblioteca, obiecte personale aparținând familiei, documente ale familiei, gravuri și platouri gravate, cărți etc.

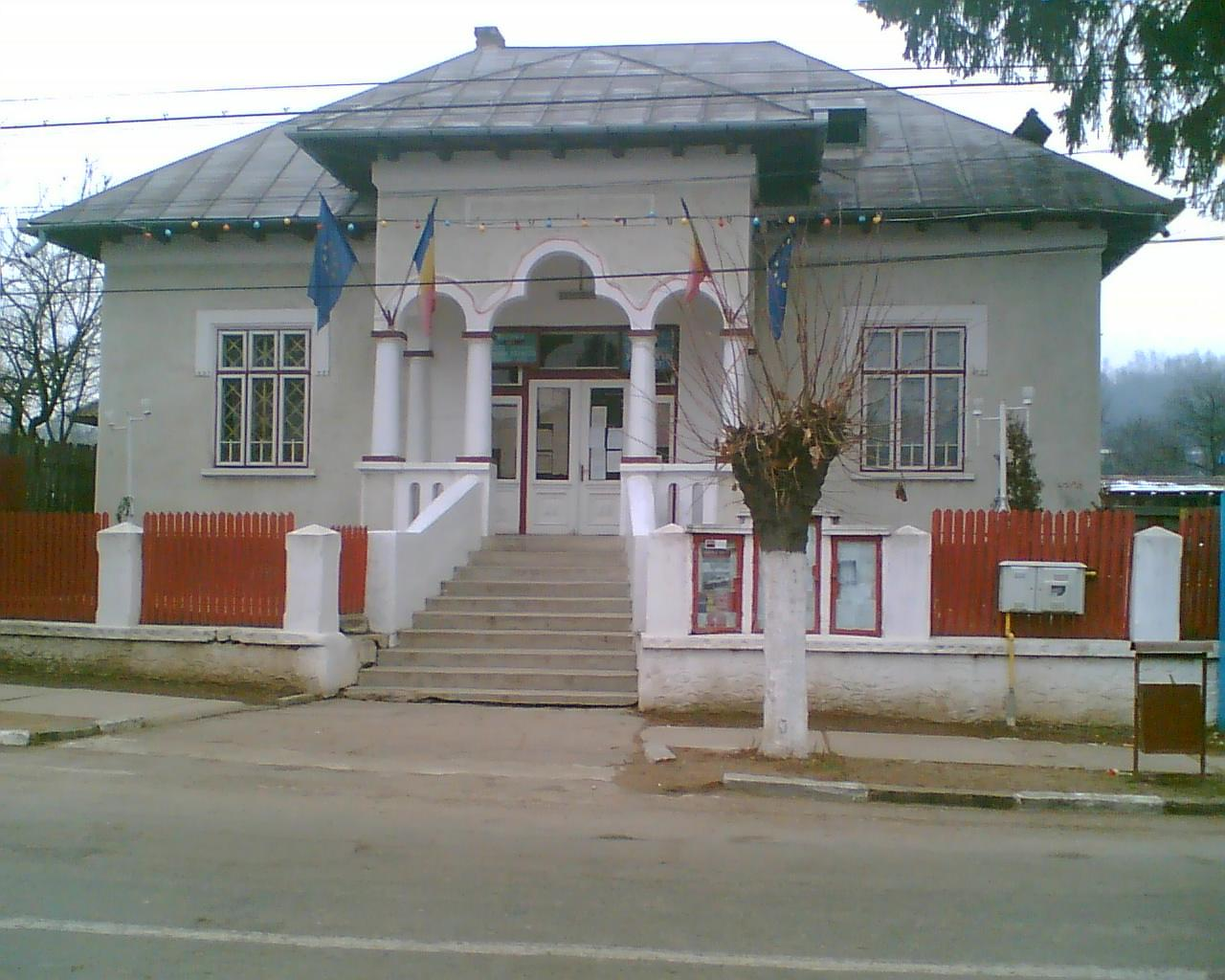
Primăria Brănești

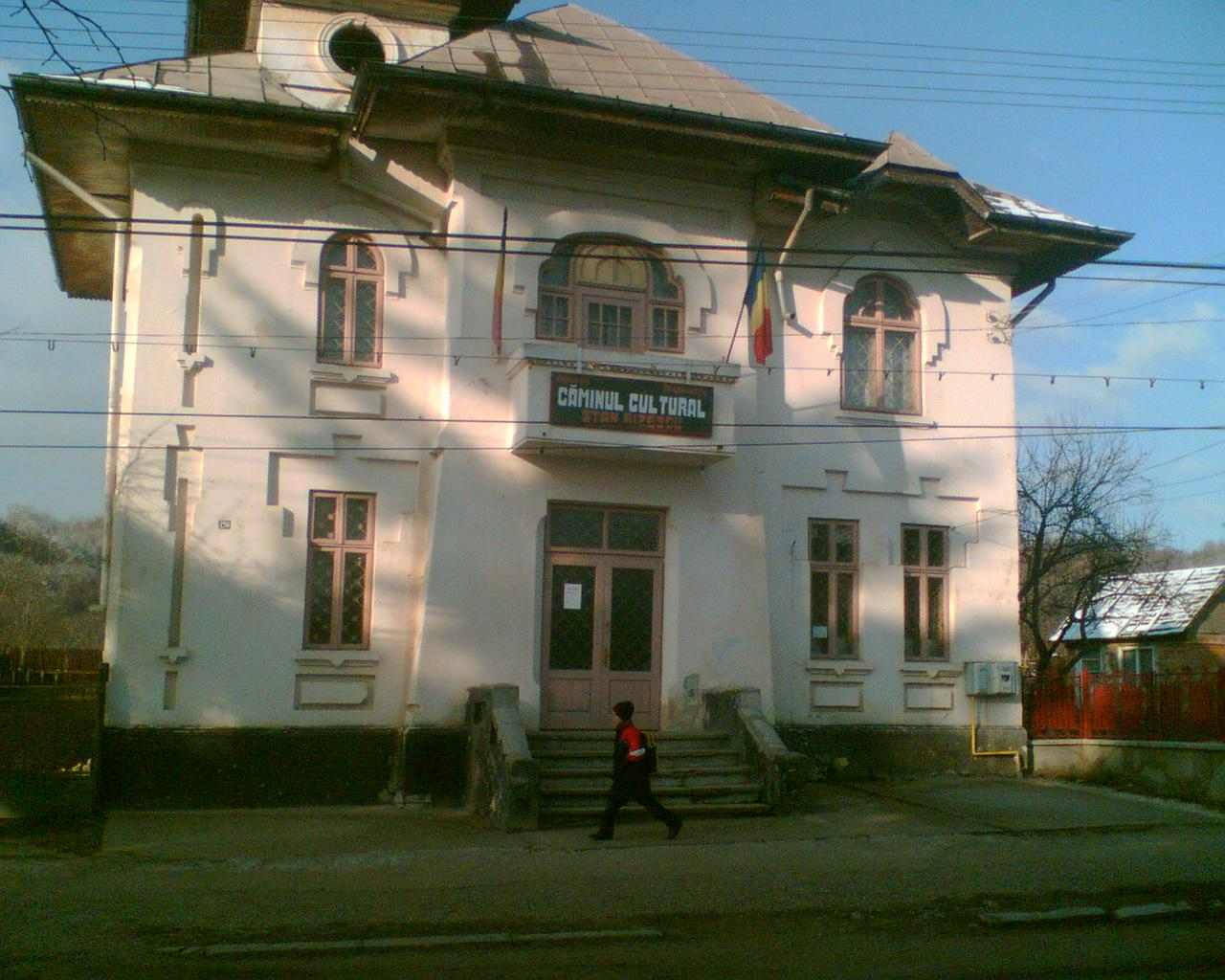
Căminul Cultural Brănești

Biserica “Buna Vestire” a fost sfințită la 12 septembrie 1943 și a fost ridicată prin contribuția lui Stan Rizescu si a localnicilor. Ea a luat locul vechii biserici cu același nume, ctitorită în 7 noiembrie 1779, care la rândul ei a fost ridicată pe locul unei alte biserici de lemn. Din 1622 până în 1775 în sat au slujit 19 preoți și 12 diaconi: 1622 Popa Tudor, 1642 Diacon Nicoară, 1697 Popa Neagoe, 1743 Popa Neacșu, 1775 Popa Ion. Între 1817-1824 au fost înregistrați 8 preoți și 6 diaconi. În afara acestei biserici, pe teritoriul satului Brănești mai există încă o biserică având hramul Sf. Nicolae, fiind datată în 1779.
Lângă Brănești se află mănăstirea Bunea. În actul de întemeiere, zapisul de danie al moșnenilor din Brănești, stă scris că pe dealul Vîlcana, boierul Vâlcu din Orbeasca și feciorii lui vor să zidească o "mănăstire". Într-o carte de întărire a lui Șerban Cantacuzino Voievod, din 1687, se spune însă, "schitul" de la Vîlcana, iar în hrisoavele domnești de acordare de milă, începând cu cel din 1693, "mănăstioara" dar, mai departe predomină numele de schit. Ctitorul acestui schit este Bunea Gradișteanu, care fugind de frica turcilor veniți să-l ajute pe Constantin Basarab, varul lui Matei Basarab, sa ia domnia, s-a retras în aceste locuri.
Făgăduind că de va scăpa cu viață va zidi aici o mănăstire, construiește biserica in 1654. Biserica va suferi modificări arhitectonice de-a lungul anilor.
În localitate sunt două școli generale, una în satul Brănești, iar cealaltă la Priboiu. Pe la 1800 viața școlară se desfășura doar cu ajutorul preoților sau al dascălilor și nu era o clădire dedicată în special pentru acest scop. În 1909 școala și-a găsit un locaș propriu prin terminarea unei construcții destinată invățământului. Viața școlară este completată de viața culturală.

Formația Corală "Cântarea Brăneșteană"

În localitate există formația corală “ Cântarea Brăneșteană” care are circa 60 membri. Formatia corala a fost creata in anul 1888. Membri săi au diferite ocupații: țărani, profesori, ingineri, comercianți etc. Corul, sub conducerea dirijorului Dumitru Bendic, a interpretat pe diferite scene din țară la Galați, Câmpina, Sinaia, București, Pitești, Brașov etc dar și din străinătate, in Germania, Belgia, Franța, Bulgaria, ex-Iugoslavia s.a. Repertoriul ales este din creații românești aparținând lui Al. Pașcanu, Gh. Cucu, N. Lungu, M. Neagu dar și din repertoriul internațional aparținând lui K.M von Weber, P.I. Ceaikovski, Gr. Sicher etc
După 1885 aici s-a născut industria textilă românească prin inițiativa lui Stan Rizescu, cel care a creat prima țesătorie de bumbac, aducând aici primul război de țesut bumbac și prima filatură de in și cânepă. Astfel structura ocupațională s-a modificat apărând primii muncitori din zonă. După industrie s-au construit baia publică, și cinematograful - al doilea după București, și Școala nouă și chiar o bancă. La inaugurarea Școlii noi au fost în 1909 regele Carol I cu ministrul educației Spiru Haret și marele George Enescu.
În timpul Primului și celui de al Doilea Război Mondial, industria textilă a furnizat armatei materiale și uniforme.
Prof. dr. Corneliu Cassasovici alǎturi de Stan Rizescu a preluat conducerea tehnicǎ a țesǎtoriei mecanice “Stan Rizescu” din comuna Brǎnești, jud. Dâmbovița în anul 1919. Pe atunci fabrica era mică, avea numai 160 de rǎzboaie de țesut. Corneliu Cassasovici a absolvit în 1909 Școala Politehnică din Dresda și a scris și editat o serie de cursuri: "Materii prime textile", "Filatura, țesătorie mecanică", "Albitorie și Vopsitorie", "Industria Textilǎ". În 1934, a înființat "Școala Superioarǎ de Textile", cu sediul în localul Școlii Politehnice din București, al cǎrei profesor și director a fost de la inființare și până în anul 1945. Timp de 15 ani, care au inclus și perioada de criză economică, 1926-1929, numărul mașinilor de țesut a crescut la 700. Au fost montate, de asemenea, instalații moderne de albit, mercerizat, vopsit, scămoșat s.a.. După împărțirea teritorială din 1955, fabrica a fost trecută sub administrația localității Pucioasa. Folosind pentru desfacerea produselor un lanț de magazine proprii, în numeroase orașe din țarǎ, întreprinderea a devenit independentǎ din punct de vedere economic.
Acum, în Registrul Comerțului sunt înregistrate 26 de firme sau companii care au sediul pe teritoriul comunei. Domeniul de activitate este de la comerț cu amănuntul, până la fabricarea mobilei, transport călători, comerț cu piei prelucrate și neprelucrate, construcții clădiri și lucrări de geniu, fabricare articole textile, agenții imobiliare etc.

## Demografie
Componența etnică a comunei Brănești
     Români (91,18%)
     Alte etnii (0,16%)
     Necunoscută (8,66%)
Componența confesională a comunei Brănești
     Ortodocși (89,22%)
     Alte religii (1,52%)
     Necunoscută (9,26%)
Conform recensământului efectuat în 2021, populația comunei Brănești se ridică la 3.811 locuitori, în scădere față de recensământul anterior din 2011, când fuseseră înregistrați 4.097 de locuitori. Majoritatea locuitorilor sunt români (91,18%), iar pentru 8,66% nu se cunoaște apartenența etnică. Din punct de vedere confesional, majoritatea locuitorilor sunt ortodocși (89,22%), iar pentru 9,26% nu se cunoaște apartenența confesională.

## Politică și administrație
Comuna Brănești este administrată de un primar și un consiliu local compus din 13 consilieri. Primarul, Daniel Neamțu[*], de la Partidul Social Democrat, este în funcție din octombrie 2020. Începând cu alegerile locale din 2024, consiliul local are următoarea componență pe partide politice:
|  | Partid                          | Consilieri | Componența Consiliului | Componența Consiliului | Componența Consiliului | Componența Consiliului | Componența Consiliului | Componența Consiliului | Componența Consiliului | Componența Consiliului |
|  | ------------------------------- | ---------- | ---------------------- | ---------------------- | ---------------------- | ---------------------- | ---------------------- | ---------------------- | ---------------------- | ---------------------- |
|  | Partidul Social Democrat        | 8          |                        |                        |                        |                        |                        |                        |                        |                        |
|  | Partidul Național Liberal       | 3          |                        |                        |                        |                        |                        |                        |                        |                        |
|  | Alianța pentru Unirea Românilor | 1          |                        |                        |                        |                        |                        |                        |                        |                        |
|  | Forța Dreptei                   | 1          |                        |                        |                        |                        |                        |                        |                        |                        |